# Forrest McKenzie
Forrest David Walton McKenzie (Camden, 16 febbraio 1963) è un ex cestista statunitense, professionista nella NBA, in Israele, in Portogallo e in Francia.

## Carriera
È stato selezionato dai San Antonio Spurs al terzo giro del Draft NBA 1986 (48ª scelta assoluta).